# 日立空襲

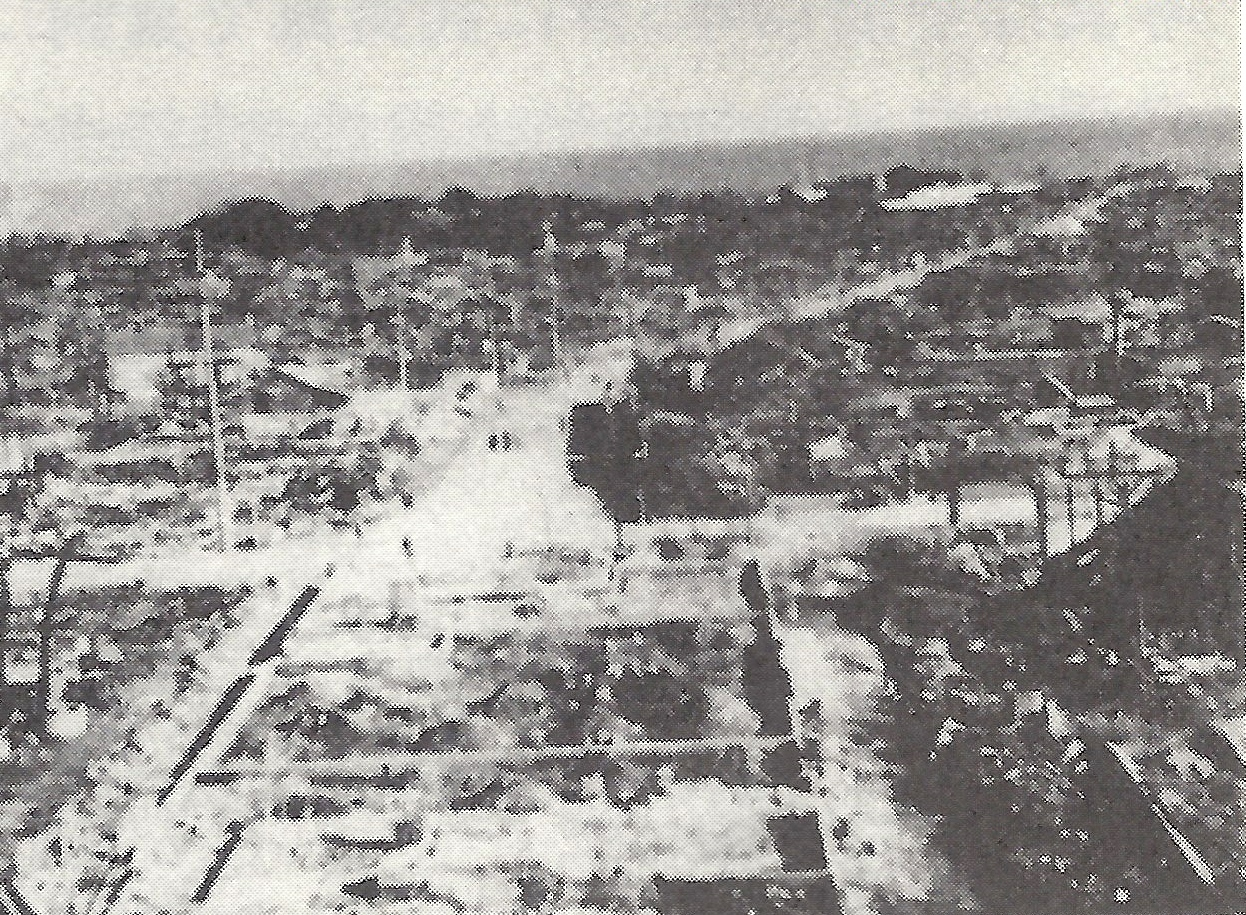
1945年7月19日に行われた米軍の焼夷弾攻撃後、焦土と化した日立市内。

日立空襲（ひたちくうしゅう）は、太平洋戦争末期の1945年（昭和20年）6月10日および7月19日、７月26日にアメリカ軍の爆撃機・ボーイングB-29によって行われた茨城県日立市および那珂郡勝田町（現ひたちなか市）への戦略爆撃の総称である。
また同年7月17日にはアメリカ海軍およびイギリス海軍による艦砲射撃が行われた（日立艦砲射撃と呼ばれる）。
この攻撃の主たる目標は、軍需工場として重要な役割を担っていた日立製作所海岸工場（現 日立製作所エネルギービジネスユニット 日立事業所海岸工場）と、機関砲、機関銃の専門工場であった日立兵器株式会社であった。

## 第一回空襲
1945年6月10日午前9時前、大甕（現・大みか町）から海岸沿いに北上したB-29重爆撃機100機以上が1トン爆弾806発を投下。
日立製作所海岸工場では上屋面積の99.6％、19万9100平方メートルが破壊され、当日が振り替え休日中ながら出勤していた従業員634人が死亡した。工場に隣接する地域では約1500戸が全壊、約900戸が半壊し、死者は641人（合わせて1275人）にのぼった。

## 艦砲射撃
7月17日午後11時14分から翌18日午前零時11分、アメリカ海軍第三艦隊の第34.8.2任務隊所属の戦艦5隻（ウィスコンシン、ミズーリ、アイオワ、ノースカロライナ、アラバマ）、軽巡洋艦2隻、駆逐艦9隻の計16隻が日立沖に現れ、まず多賀地区、続いて勝田地区への艦砲射撃を行った。イギリス海軍の戦艦キング・ジョージ5世、駆逐艦2隻もこの艦砲射撃に参加した。
多賀地区では日立製作所多賀工場に530発、同電線工場に126発、同山手工場に89発、日立鉱山電錬工場に125発の合計870発の16インチ対陸上砲弾が撃ちこまれた。この砲弾の大部分は工場外の住宅地に落下し、全壊637棟、半壊1059棟、死亡者317人、重軽傷者367人、行方不明者9人の被害を出した。
また勝田地区では日立兵器会社に224発、日立製作所水戸工場に144発の合計368発の砲弾が撃ちこまれ、これによって日立兵器会社は壊滅した。それ以外に、家屋の全壊・全焼が34棟、半壊69棟、一部損壊が199棟、死者77人の被害が出た。

## 第二回空襲
同年7月19日深夜、アメリカ空軍第73飛行団所属のB-29重爆撃機127機が霞ヶ浦上空を北上して日立市上空に到達し、19日午後11時20分から翌20日零時53分までの1時間18分で13,900発（約960トン）の焼夷弾が投下され、143人が死亡、日立市内の公共施設など主要な建物の大部分が焼失した（日立市、多賀町、豊浦町を合わせ、全焼家屋・建物は11,249棟）。

## 慰霊碑
昭和32年、成沢霊園（日立市西成沢町）に日立製作所により『日立空襲艦砲射撃慰霊碑「陶輪碑」』が建立された。